# Liceu Maranhense
O Liceu Maranhense é uma tradicional instituição pública de ensino médio brasileira, fundada em 24 de Julho de 1838 e localizada em São Luís, capital do estado do Maranhão. É referência histórica na área de educação, tendo sido projetado como espaço de formação da elite maranhense.

## História
O Liceu Maranhense foi criado pelo então presidente da província do Maranhão, Vicente Thomaz de Figueiredo Carvalho, ao assinar a Lei n° 17, no dia 24 de julho de 1838. A lei indicou as cadeiras a serem ministradas, os dias de aulas, o período de férias, os feriados, os critérios para nomeação de funcionários, para a aquisição de materiais escolares, e para as instalações físicas. Funcionou no térreo do antigo Convento do Carmo até a conclusão das obras de sua sede própria (em 1941), localizada na Rua Formosa (atual Afonso Pena), n° 174, esquina com a Rua Direita (atual Henrique Leal).
O primeiro diretor do Liceu foi o jornalista e poeta Francisco Sotero dos Reis, um dos primeiros maranhenses a estudar em Coimbra. A instituição iniciou as atividades oferecendo dois cursos de nível médio: Marinha e Comércio. A grade de ensino era composta pelas seguintes cadeiras, ofertadas pelos seguintes professores:
1. Filosofia racional e moral, com Frederico Magno de Abranches
2. Retórica e poética, com Eduardo Freitas
3. Geografia e história (sem informação sobre o professor)
4. Gramática filosófica da língua e análise de nossos clássicos, com Antonio da Costa Duarte
5. Língua grega, com Nicolau Adon
6. Língua latina, com Francisco Sotero dos Reis
7. Língua francesa, com Francisco Raymundo Quadros
8. Língua inglesa, com Antônio Jansen do Paço
9. Desenho civil, com João Leocadio de Mello
10. Aritmética, primeira parte da Álgebra, Geometria e Trigonometria plana, com João Nepomuceno Xavier de Brito
11. Segunda parte de Álgebra, Cálculo e Mecânica, também com João Nepomuceno Xavier de Brito
12. Navegação, Trigonometria esférica e Observações astronômicas (sem informação sobre o professor)
13. Cálculo mercantil e escrituração, com Estevão Raphael de Carvalho

Formariam-se em Comércio aqueles que cursassem as cadeiras 10 e 13; e em Marinha, 10, 11 e 12.
Contudo, esses cursos foram logo suprimidos porque o ensino do Liceu era bastante literário e a maior parte dos alunos se candidatava a cursos superiores. Mesmo atualmente, a preparação para o vestibular ainda é  a maior expectativa da comunidade discente.

### Produção discente
Ao longo da história, os alunos do Liceu Maranhense se envolveram na publicação de vários jornais:
- 1907 - O Brazil
- 1907 - O Progresso
- 1912 - O Canhoto
- 1914 - A Inubia
- 1914 - O Excelsior
- 1915 - O Estudante
- 1921 - Lábaro
- 1929 - Alma Nova
- 1930 - Sangue Jovem

## Reformas arquitetônicas
- 2005 - por iniciativa do então governador do maranhão, José Reinaldo Tavares.[5]
- 2019 - custou R$ 3.673.135,84,[1] incluindo elevador, climatização, redes elétrica e hidráulica, palco, quiosque, quadras e espaço de vivência, laboratórios, biblioteca, sala xadrez, banheiros e piso.[8]